# ظافر فرج
ظافر فرج لاعب كرة قدم بحريني معتزل كان يجيد اللعب في مركز المهاجم وحاليا رجل أعمال وعضو مجلس إدارة نادي قلالي البحريني.